# 松浦ユキ
松浦 ユキ（まつうら ゆき、11月20日 - ）は、日本の熟女系AV女優。

## 出演作品

### アダルトビデオ
2006年
- 団地妻 発情した躰を抑えきれない昼下がり（12月31日 アテナ映像）他出演:吉川リサ、奈々

2007年
- ドキュメント 訳有り美熟女 ~応募してきた人妻~林さん(仮名）(1月13日 溜池ゴロー）
- 叔母さんが優しく教えてあげる 松浦ユキ 36歳（1月25日 小林興業）
- 中出し親子物語 松浦ユキ 四十三歳（2月15日 センタービレッジ）
- 綺麗な独身熟女に中出ししてみました! 4（2月16日 Nadeshiko）
- 近親相姦 母子熱愛（2月22日 センタービレッジ）
- バイブが手放せない!!ドスケベ女達（2月23日 アルファーインターナショナル）他出演:黒沢マリ、榎本典子、桜庭るい、中峰さゆり
- あざみ野で見つけた巨乳M妻 松浦ユキ 38歳（3月7日 グローバルメディアエンタテインメント）
- 中出し手ほどき 母子姦通（3月15日 センタービレッジ）
- 立花里子とドスケベ団地妻 完全版（4月20日 Nadeshiko）共演:立花里子、南原かおり、亜佐倉みんと
- ドキッ!熟女だらけの大運動会 ～マドンナ学園番外編～（4月25日 マドンナ）共演:翔田千里、三田聖子、柏原ふみえ 他20名
- アクメの虜 松浦ユキ 42歳（5月1日 BRAVO）
- 欲求不満なドM熟女のえげつないオナニーとがっついたセックス（5月19日 ドグマ）他出演:澤よし乃
- 四十路の性 No14（5月25日 マドンナ）共演:笹塚よし、北千住涼
- 奥さん!絶対に感じてはいけません!（5月25日 ジャネス）他出演:谷本舞子、坂本梨沙、横山恵子、落合美鈴
- 熟れた女のセンズリ鑑賞 2（5月25日 ジャネス）他出演:谷本舞子、間宮いずみ、坂本梨沙、落合美鈴
- 痴女だらけのバスツアー（6月22日、レアル・ワークス）共演:仲村もも、@YOU、月嶋りお、小池絵美子
- 人妻熟女 生中出し（6月22日、GLAY'z）他出演:山口珠理、風真みれい、美咲ゆりあ、工藤なつき
- 平成ハメ時熟女（7月6日 映天）
- 熟女にイカされちゃった僕 3（7月7日 マドンナ）他出演:笹塚よし、山下美代子、山本艶子、安斎芳香
- 近●相姦 禁断の愛に溺れる義母と息子（7月27日 Nadeshiko）
- 卑猥でお下劣な熟女に弄られたい（8月1日 AVS）
- 熟女秘密倶楽部 ～素人変態さん達の前で公開調教～（8月19日 ドグマ）
- 近親相姦 闇金地獄の巨乳母（9月6日 タカラ映像）
- 近親相姦 お母さんに膣中出し 松浦ユキ 39歳（9月8日 ルビー）
- 美熟女夢想 1（9月15日 ジャネス）
- 僕の母は女教師（9月18日 Nadeshiko）
- まさか叔母ちゃんに筆下ろしされるとは… 13（11月9日 東京音光）
- いやらしい熟女のおもらし 1（11月15日 ジャネス）
- ふたなりセレブ姉妹（11月20日 イマージュ）共演:牧野遥、谷本舞子
- となりの奥さん（11月25日 マドンナ）
- キモ老人 熟女中出し20連発（12月5日 グローバルメディアエンタテインメント）
- 近親相姦ドラ息子の哀母飼育（12月5日 ヤブサメグラフティ）
- 四十路の性 No20（12月7日 マドンナ）…共演:増尾彩、五月瑠美、椿美羚、大城真澄
- 爆乳妻 松浦ゆき レイプされた人妻女教師（12月8日 隼エージェンシー）
- 人妻萌えレオタード（12月13日 マルクス兄弟）
- 人妻陵辱輪姦地獄（12月20日 ヒビノ）
- 熟女のオナニー（12月21日、Nadeshiko）他出演:志村玲子、中村りかこ、小野今日子、五十川みどり、魚住里奈、白鳥美鈴、星野いずみ、華咲りょう、高坂レイ ※松浦ゆきとして出演

2008年
- 艶妻-ADEDUMA-（1月1日 AVS）
- 昼間に自宅で監禁されて No4（1月5日 ドリームチケット）
- 堕ちた万引き妻　愛憎の絶叫凌辱（1月7日 マドンナ）
- 完熟五十路乱れ咲き（1月8日 熟女の館）他出演:石田靖子、荒川かおる、村上美咲
- 義母の匂い（1月13日 溜池ゴロー）
- 艶妻不倫ノ湯 No3（1月18日 ゴーゴーズ）
- 熟女も濡れる乱交の宿　美熟女と行く混浴温泉バスツアー3（1月25日 マドンナ）他多数共演
- 完熟Cream（2月13日 ミル）
- お母さんと（2月21日 タカラ映像）
- 快楽逢引夫人（2月18日、Nadeshiko）他出演:北原夏美、中村りかこ、澤よし乃、野宮凛子、和光志穂
- ケバエロ美熟女温泉 4 ～松浦ユキ 37歳～（2月25日、アロマ企画）
- 熟女が悶える淫行の宿 ～もう一つの混浴温泉バスツアー 3（2月25日 マドンナ）共演:志村玲子、あずま樹、愛川咲樹、椿美羚、青井マリ、天海ゆり、湯沢多喜子、流川純、愛樹るい、朝霧なつこ、三木藤乃、中村綾乃、林田聡美
- 母さんのひざまくら（2月28日 センタービレッジ）
- 近親熟女 お母さん!中出しさせて!3（3月5日、ジャネス）
- 近親相姦 被虐の巨乳母（3月6日、グローリークエスト）
- こだわりの手コキ 人妻編（3月8日、隼エージェンシー）他多数出演 ※松浦ゆきとして出演
- 美熟女妄想劇場 誘惑妻の男喰い 弐（3月19日、スタイルアート）
- 女子校生が熟女にレズ調教 3（3月19日、スタイルアート）共演:小春
- 熟女羞恥旅行 NO.7（3月25日 ジャネス）
- 母親嬲り（4月4日、アイエナジー）
- 熟女イキッパ地獄 Gカップ 松浦ユキ 38歳（4月17日、グローリークエスト）
- レズ壺 vol.07（4月15日、ジャネス）共演:大貫かりん
- レズの家 8（4月19日、スタイルアート）共演:大貫かりん
- 家政婦奴隷（4月25日 マドンナ）
- 近親艶女 おもらしレズビアン 2（4月25日、ジャネス）共演:中村綾乃
- 巨乳熟女と競泳水着 松浦ユキ（5月1日、グローリークエスト）
- M女覚醒レズ奴隷調教 絶対服従性的主従物語 2（5月15日、ジャネス）共演:小春、稲森ケイト
- 近○相姦 義母の誘惑 6（5月16日 Nadeshiko）
- 熟痴レズ 3（5月19日、スタイルアート）…共演:堀越香奈
- 好きモン奥さんの汁だく交尾（5月25日 マドンナ）他出演:小泉ありさ、瀬戸綾乃、近藤美奈、北原夏美、矢吹涼子
- フェラコレ 熟女編 2 31人のフェラマダム（6月14日、隼エージェンシー）他30名出演
- 義母と叔母 第五章 禁断の極上中出し関係（6月15日 スターパラダイス）…他出演:白石沙里奈
- アブノーマルレズ 熟女2×レイプ2（6月19日、スタイルアート）共演:中村綾乃
- 熟雌女anthology ＃034 「熟女の口はもっと嘘をつく。」（6月20日 アウダースジャパン）
- 熟女競泳水着オナニー（6月20日 スターパラダイス）他出演:志村玲子、森下美姫、岸川ひろみ、水島怜、白石沙里奈、壇杏奈、根本恵津子、山口美花、若瀬まどか
- 実話家族 息子を誘惑する義母（6月20日 アカデミック）
- カメラの前で開かれる美淑女2名のナマ性器 II（6月21日 タッチ）他出演:寿京香
- SEX WIFE～素人妻モデルズ 4～（6月21日 ビデオバンク）他出演:あずま樹、真田ゆかり、倖田李梨
- 愛妻ダッチワイフ 3（6月25日 ながえスタイル）他出演:風間ゆみ
- 禁断熟母 04（7月2日 プレステージ）
- ノルマ達成の為なら中出し肉体営業も辞さないトップセールスレディの実態 2（7月16日、マキシング）…他出演:滝澤クリスタル
- 母の乳房 スペシャル（7月17日、タカラ映像）他出演:北原夏美、五十川みどり
- お母さんと… 近親相姦（7月19日、ミスター・インパクト）他出演:北原夏美、五十川みどり
- 義母奴隷（8月13日、溜池ゴロー）
- お母さんとSEX（8月19日、ミスター・インパクト）他出演:北原夏美、五十川みどり、高倉梨奈、林なお
- 素人マダムズ [LEVEL A] 其の三十八 （8月22日、アリスJAPAN）他出演:伊吹怜、松島ルリ、若槻尚美
- 母の淫らな日常（9月19日、ミスター・インパクト）他出演:北原夏美、五十川みどり、高倉梨奈、林なお、穂坂詩織
- レズビアン魂 双頭バイブ キル!キル!キル!（9月21日、h.m.p）共演:あずま樹、他出演:翔田千里、南原香織、瀬戸ゆうき、吉澤レイカ、高倉梨奈、北崎未来
- 接吻女王様とキス奴隷（9月25日、ジャネス）他出演:桜井あずさ、松嶋ルリ、宮本静、渥美イオン、折田美香
- 隣の奥さんはパイズリ上手で責められ好きのどM妻（10月1日、ワンズファクトリー）
- 社員寮の淫熟おばさん（10月13日、溜池ゴロー）
- 中出しお義母さんが教えてあげる 禁断の柔壷を味わう3時間（11月14日、ビッグモーカル）他出演:村上涼子、天海ゆり、艶堂しほり、はるか悠、竹田千恵
- ムッチリ水着で跨られて手コキで抜いてもらいました（11月22日、若松映像）他出演:白鳥美鈴、艶堂しほり、桐島樹莉、帝塚真織、美輪房子、相原千恵子、川島朋子、桂あき、松嶋ルリ、加島清美、豊田伸枝　※AVグランプリ 熟女作品部門 エントリー作品
- レズに堕ちた独身熟女（11月25日、ながえSTYLE）…共演:艶堂しほり
- フェラコレ 熟女編 III 21人のフェラマダム（12月13日、隼エージェンシー）他20名出演
- 感じる人妻 ～悶絶躄地～日常編（12月25日、UGANDA）

2009年
- 告白!私の妻の性癖（1月9日、東京音光）
- NG解禁!熟女イキまくりフィストファック（1月13日 マルクス兄弟）
- 特選熟女!!松浦ユキ 4時間（完全版）（1月25日、ジャネス）
- マドンナファンの集い 美熟女と行く混浴温泉バスツアー 4 祝・マドンナ5周年 ～豪華美熟女たちの恩返しSPECIAL～（1月25日、マドンナ）共演:翔田千里、友田真希、北原夏美、倖田李梨、岸川ひろみ、小池絵美子、青井マリ、小林芽衣、大林理恵、高坂保奈美、中森玲子、根元純、宮田まり
- タブーの世界 介添えセックス（1月25日、マドンナ）他出演:森下ゆい、藤宮櫻花、飯島くらら
- エロい美熟女のチ○ポしゃぶりとオマ○コ汁は好きですか?（2月5日、ジャネス）他出演:瀬戸ゆうき、翔田千里、山口美花
- オナニーを見ながら興奮する変態熟女（2月13日 マルクス兄弟）他出演:高坂保奈美、秋川りお、村上涼子、生田沙織、竹井ゆかり、中村綾乃、北島玲
- 四十路過敏症 アラフォーいじり いい年して…奥さん恥ずかしすぎますよ!（2月16日、マキシング）…共演:青木美里、美波志保
- THE 中出し近●相姦～ 僕の母の職業は女○○（2月20日 Nadeshiko）他出演:一条恵、北原夏美、竹内サキ
- 完熟Over40 ～淫乱の性～（2月20日 Yellow Duck）他出演:石田靖子、結衣、椎名紅緒、倉木小夜、結城可奈子
- 我王 ～迫り来るペニバン～（2月25日 UGANDA）
- 近親相姦 息子に中出しされた義母（3月6日 映天）他出演:吉澤レイカ、山口美花、瀬戸ゆうき
- 手コキ&口淫で連続強制2回出し（3月13日 マルクス兄弟）他出演:大沢佑香、早川瀬里奈、有賀知弥、風間ゆみ、鷹宮りょう、高坂保奈美、花野真衣
- ノルマの代償 ‘脅迫監禁レ●プ中出し’ 犯されたトップセールスレディ（3月16日 スターゲート）他出演:夢野まりあ、滝澤クリスタル、志村玲子
- 息子に捧げる 義母のオナニー 2（3月19日 アカデミック）他出演:艶堂しほり、小泉亜季、桐島樹莉、川上ゆう、川村あんな、五十川みどり、川島朋子
- もう一つの混浴温泉バスツアー 4（3月25日、マドンナ）共演:翔田千里、友田真希、北原夏美、倖田李梨、岸川ひろみ、小池絵美子、青井マリ、小林芽衣、大林理恵、高坂保奈美、中森玲子、根元純、宮田まり
- 義母と息子ザー汁中出しスペシャル ～膣から精子を垂らす美熟女～（4月5日 ジャネス）他出演:吉澤レイカ、瀬戸ゆうき、山口美花
- 熟女の顔騎手コキ（4月5日 ジャネス）他出演:坂本梨沙、根元純、高坂保奈美、牧野遥、鮎川るい
- 羞恥熟女 ～公衆の場での破廉恥行為に膣を濡らす女たち～（4月5日 未来・フューチャー）他出演:坂本梨沙、根元純、高坂保奈美、牧野遥、鮎川るい
- 熟女が熟女を犯すシチュエーション!マンコを玩具にするマンコ 2（4月17日 映天）他出演:大友唯愛、友田真希、吉澤レイカ、あずま樹、翔田千里、坂本梨沙、中村綾乃
- 異常性癖！熟女が熟女に犯される!!（4月25日 ジャネス）他出演:大友唯愛、友田真希、吉澤レイカ、あずま樹、中村綾乃
- 熟女達の秘めたる楽しみ フィーリングレズビアン7（5月22日、グラフィティジャパン）共演:牧本千幸、雪乃、高坂保奈美
- 真性中出し 女犯（7月7日 桃太郎映像出版）

2010年
- ソルトシャワー 美女のおしっこみせて! VOL.3（2月19日、ゲロニア/妄想族）他多数出演
- 完熟女の花道4　3時間（4月9日　東京音光）他出演:叶艶子、菅原朱実、秋津薫、山口美花、生田沙織、村上涼子、吉田真由美

2011年
- 人間国宝！最高齢AV男優 松木梅吉全集『年老いてもなお盛ん!』（10月25日、サイドビー）他出演:大塚ひな、篠原さゆり、川村沙織、紫月、長谷川エレナ、若槻朱音、姫川りな、桜沢まひる

### オリジナルビデオ
- 人妻新鮮組 DVDスペシャル 3（2007年9月7日、竹書房）他出演:中山りお、大城真澄
- 女の旅湯「長岡、掛川編」（2009年8月29日、オルスタックピクチャーズ）他出演:大隈令奈、細川まり、根本純、松雪杏奈、松島ルリ